# 歴女
歴女（）は、日本史好きあるいは日本史に通じている一般の日本人女性を指す造語。当初は、キャラクター化された日本の歴史上の人物へのオタク的な嗜好を持つ日本人女性たちを指し、その目新しい消費行動を表現するときに用いられていたが、同時期に大河ドラマ関連の歴史的観光地に訪れる一般女性や単なる歴史好きの女性にも適用されたため、語義が広がった。現在は日本の歴史や史跡に対してより真摯に活動する日本人女性を指すことが多くなっている。歴女がアイドルである場合は歴史アイドル、もしくは略して歴ドルと呼ばれることがある。

## 概要
歴史学に携わる女性、歴史を題材とした文学を嗜好する女性、あるいは、歴史的観光地を訪問するのが好きな女性などはかねてから存在していたが、歴史上の人物、特に武将を「萌え」の対象とする女性が新たに見られるようになった。この現象は「武将萌え」と呼ばれ、当初は一部のものと見なされて経済波及効果もオタク関連産業に限られると考えられていたが、観光地として未整備だったりアクセス難があったり、あるいは、一般観光客が減少していたりするような状態であろうと、好みの歴史上の人物の関連地とあらば「巡礼」し、さらに客単価の大きい彼女らの消費意欲は、デフレ経済や消費不況で疲弊した地方にとっては産業活性化の起爆剤とみなされ、地方自治体からも注目されるようになった。詩人・社会学者の水無田気流は、伝統的な文化規範にとらわれず、これまでは男性が好むような趣味を持つ女性が増えていることを指摘し、その代表例として鉄子（女性の鉄道ファン）とともに歴女を挙げている。
2008年10月1日から12月31日まで「仙台・宮城デスティネーションキャンペーン」の開催地となった宮城県では、歴女が好む『戦国BASARA』を生んだカプコンと自治体が積極的に連携した。同DCを前にした4月1日から『戦国BASARA』のキャラクターの片倉小十郎と伊達政宗のイラストを貼ったラッピングバス「きゃっするくん小十郎バス」を同県白石市で運行開始するなど、様々な関連イベントが開催され、さらに翌年10月25日の宮城県知事選挙の広報ポスターおよびテレビCMに同キャラクターの伊達政宗を起用したり、地元の特産品のラベルにも同キャラクターを使用したりしている。
一方、観光パフォーマンス集団（おもてなし武将隊）として、2009年11月3日には「名古屋おもてなし武将隊」（イケメン武将隊）が名古屋市によって組織され、翌年8月1日には「伊達武将隊」が仙台市によって組織されている。

## 概略
元来、司馬遼太郎などの歴史小説に感化されて、歴史好きになる日本人女性は少なくなかったが、歴史学上の人物がゲームやアニメの中でキャラクターとして親しまれる様になった事がブームの背景にある。「歴女」が流行る以前には、歴史を題材にしたシミュレーションゲーム『信長の野望』や、対戦格闘ゲーム『サムライスピリッツ』、シューティングゲーム『婆裟羅』、マンガ・アニメでは、『るろうに剣心 -明治剣客浪漫譚-』などが流行っていた。
「歴女」の発端は、2005年7月21日に発売されたカプコンのプレイステーション2向けゲームソフト『戦国BASARA』である。ゲームの中ではプロポーションが良く現代的美形の武将たちが、戦国時代を背景に超人的な技で戦う様が描かれた。そのキャラクターや内容に惹かれた日本人女性たちが関連商品を購買し、キャラクターの武将のコスプレを行うようになった。また上述のような「巡礼」も行うようになり、新たな歴史好きの日本人女性の消費行動は、2007年の国宝・彦根城築城400年祭や熊本城築城400年祭などからさか上って発生した「戦国武将ブーム」あるいは単に「戦国ブーム」と呼ばれる現象ときちんと分離されずに内包され、2007年12月11日放送のフジテレビ系列『めざましテレビ』のコーナー「ココ調」で特集された。
2008年にはNHK大河ドラマ『篤姫』が放送され、日本人女性の支持を背景に高視聴率となる。さらに、同年11月に「三国志」の赤壁の戦いを映画にした『レッドクリフ』の公開イベントにおいて、「歴史好きのアイドル」美甘子、小日向えりが「歴ドル」と称されると、この略称から転じて「歴女」という言葉が生まれたようである。
2009年、兜の前立に「愛」の字をあしらった直江兼続を主人公として、「イケメン俳優」が多数出演するNHK大河ドラマ『天地人』が放送されると、「歴女」は当初の同人活動を行う日本人女性達ばかりでなく、一般の日本人女性にも広がりを見せ、しばしば各メディアで取り上げられるようになった。同年には「国宝 阿修羅展」が仏像観賞の従来の主要客層の中高年のみならず、若い日本人女性にも人気となって東京国立博物館歴代3位の入場者数となり、「アシュラー」（阿修羅像を萌えの対象とする女子）や「仏女」も現れた。同年末のユーキャン新語・流行語大賞で「歴女」はトップ10入りし、日本人女性ファッションモデルの杏が受賞者となった。
2010年、歴女ブームにあやかり、人気漫画家広江礼威、平野耕太の合作イラスト（水戸黄門が題材）をパッケージにした、茨城県水戸のご当地お菓子『「黄門漫遊」水戸コミケコラボバージョン』が同人イベント『コみケッとスペシャル』で販売されるなど、まちおこしに一役買っている。

## 影響
- 関ヶ原の古戦場や城跡などに、歴女の観光客が増えている。観光地によっては、歴女が武将のコスプレで観光している[10]。
- 歴女という言葉が発生した同時期に日本全国的にゆるキャラブームも起こっており、彦根城築城400年祭のイメージキャラクターであるひこにゃんをはじめとする各キャラでの相乗効果があり、日本各地の史跡に多くの女性や子供が訪れている。
- 歴史カテゴリーの中でも上記の「アシュラー」「仏女」以外に、城好きな女性城ガールなども多数存在する。杏は仕事がない日にも城巡りをすることが多いとのこと。

## 歴女の愛好対象となる著名な人物
歴女の愛好対象となる人物は、大成した者より、志高くも不遇の生涯であった者が多く、一種の判官贔屓でもある。伊達政宗、真田幸村、直江兼続、石田三成、坂本龍馬、土方歳三、永倉新八など戦国・幕末の特定の人物に人気が偏る傾向があるが、特定の人物よりも文化財や史跡などに関心を寄せる歴女、世間ではあまり知られていない武将や文化人を愛好する歴女もいる。